# Lista de prefeitos de Nova Petrópolis
Esta é a lista de prefeitos e vice-prefeitos do município de Nova Petrópolis, estado brasileiro do Rio Grande do Sul:
| Nº | Prefeito                                                        | Partido      | Vice-prefeito                                                     | Início do mandato      | Fim do mandato         | Observações                                                                     | Ref.   |
| 1  | Lino Grings (12.10.1924– Porto Alegre, 07.08.2016)              | PRP          | Osvaldo Spier                                                     | 31 de dezembro de 1955 | 30 de dezembro de 1959 | Prefeito e vice eleitos em sufrágio universal em eleições de 03.10.1955         | [ 1 ]  |
| 2  | Osvaldo Spier (?)                                               | PRP          | Ewaldo Michaelsen                                                 | 31 de dezembro de 1959 | 30 de dezembro de 1963 | Prefeito e vice eleitos em sufrágio universal em eleições de 08.11.1959         | [ 2 ]  |
| 3  | Albano Hansen (?–08.10.1984)                                    | PL           | Ewaldo Michaelsen                                                 | 31 de dezembro de 1963 | 30 de janeiro de 1969  | Prefeito e vice eleitos em sufrágio universal em eleições de 10.11.1963         |        |
| 4  | Ewaldo Michaelsen (?)                                           | ARENA        | João Sander                                                       | 31 de janeiro de 1969  | 30 de janeiro de 1973  | Prefeito e vice eleitos em sufrágio universal em eleições de 15.11.1968         | [ 3 ]  |
| 5  | Alfonso Andreas Grings (?)                                      | ARENA        | Walter Seger                                                      | 31 de janeiro de 1973  | 30 de janeiro de 1977  | Prefeito e vice eleitos em sufrágio universal em eleições de 15.11.1972         | [ 4 ]  |
| 6  | Ewaldo Michaelsen (?)                                           | ARENA        | Rubem Kirschner                                                   | 31 de janeiro de 1977  | 30 de janeiro de 1983  | Prefeito e vice eleitos em sufrágio universal em eleições de 15.11.1976         | [ 5 ]  |
| 7  | Siegfried Drechsler (Alemanha,)                                 | PDS          | Augusto Schrank Júnior                                            | 31 de janeiro de 1983  | 31 de dezembro de 1988 | Prefeito e vice eleitos em sufrágio universal em eleições de 15.11.1982         | [ 6 ]  |
| 8  | Augusto Schrank Júnior (?–2008)                                 | PDS          | Artêmio Arnold                                                    | 1º de janeiro de 1989  | 31 de dezembro de 1992 | Prefeito e vice eleitos em sufrágio universal em eleições de 15.11.1988         | [ 7 ]  |
| 9  | Siegfried Drechsler (?)                                         | PFL          | Rubem Antônio Seibt                                               | 1º de janeiro de 1993  | 31 de dezembro de 1996 | Prefeito e vice eleitos em sufrágio universal em eleições de 03.10.1992         | [ 8 ]  |
| 10 | Roberto Luiz Kehl (?)                                           | PMDB         | Lari Orgélio Nienow                                               | 1º de janeiro de 1997  | 31 de dezembro de 2000 | Prefeito e vice eleitos em sufrágio universal em eleições de 03.10.1996         | [ 9 ]  |
| 11 | Augusto Schrank Júnior (1954– Novo Hamburgo, 19.12.2008)        | PPB          | Alfonso Jung                                                      | 1º de janeiro de 2001  | 31 de dezembro de 2004 | Prefeito e vice eleitos em sufrágio universal em eleições de 03.10.2000         | [ 10 ] |
| 12 | Luiz Irineu Schenkel (Nova Petrópolis, 19.07.1959–)             | PSDB         | Zelízio Antônio dos Santos (PMDB) (Jaraguá, 24.09.1960–)          | 1º de janeiro de 2005  | 31 de dezembro de 2008 | Prefeito e vice eleitos em sufrágio universal em eleições de 03.10.2004         | [ 11 ] |
| 12 | Luiz Irineu Schenkel (Nova Petrópolis, 19.07.1959–)             | PSDB         | Ricardo Lawrenz (PTB) (Nova Petrópolis, 01.09.1966–)              | 1º de janeiro de 2009  | 31 de dezembro de 2012 | Prefeito reeleito e vice eleito em sufrágio universal em eleições de 05.10.2008 | [ 12 ] |
| 13 | Regis Luiz Hahn, Lelo Hahn (Feliz, 04.12.1961–)                 | PP           | Gregor Hermann (PT) (Giruá, 17.03.1973–)                          | 1º de janeiro de 2013  | 31 de dezembro de 2016 | Prefeito e vice eleitos em sufrágio universal em eleições de 07.10.2012         | [ 13 ] |
| 13 | Regis Luiz Hahn, Lelo Hahn (Feliz, 04.12.1961–)                 | PP           | Charles Eloir Luedke Paetzinger (PDT) (Porto Alegre, 01.05.1974–) | 1º de janeiro de 2017  | 31 de dezembro de 2020 | Prefeito reeleito e vice eleito em sufrágio universal em eleições de 02.10.2016 | [ 14 ] |
| 14 | Jorge Darlei Wolf, Darlei (Nova Petrópolis, 03.04.1970–)        | PSDB         | Martim Wissmann (MDB) (Nova Petrópolis, 10.11.1964–)              | 1º de janeiro de 2021  | 31 de dezembro de 2024 | Prefeito e vice eleitos em sufrágio universal em eleições de 15.11.2020         | [ 15 ] |
| 15 | Daniel Carlos Michaelsen, Daniel (Nova Petrópolis, 20.04.1963–) | Republicanos | Alexandre da Silva (PSB) (Novo Hamburgo, 28.12.1963–)             | 1º de janeiro de 2025  | Presente               | Prefeito e vice eleitos em sufrágio universal em eleições de 06.12.2024         | [ 16 ] |